# 墨西哥马列主义中心
墨西哥马列主义中心是墨西哥的一个已不存在的共产主义组织。该组织的意识形态是共产主义、马克思列宁主义、毛主义。该组织出版双周刊《布尔什维克》。该组织与意大利马列主义党关系密切，称其为“老大哥”。